# أنتون فيبرن
أنتون فريدريش فيلهلم فون ويبرن (3 ديسمبر 1883 - 15 سبتمبر 1945)، المعروف باسم أنطون ويبرن (بالألمانية: [antoːn ˈveːbɐn]، كان ملحنًا نمساويًا كانت موسيقاه من بين أكثر الأوساط تطرفاً في محيطه. إيجازها المطلق ، وحتى قول مأثور ، واحتضان ثابت للتقنيات الحديثة ذات النغمة اللاذعة والاثني عشر نغمة. مع معلمه أرنولد شوينبيرج وزميله ألبان بيرج ، كان ويبرن في قلب من هم داخل الدائرة الأوسع لمدرسة فيينا الثانية. ، ولكن أيضًا كمدير موسيقي مسرحي متجول وغير سعيد في كثير من الأحيان مع سمعة مختلطة لكونه قائدًا متطلبًا ، فقد برز ويبرن إلى حد ما واحترامه بشكل متزايد كمدرب صوتي وقائد جوقة وموصل ومعلم في ريد فيينا. مع وجود شوينبيرج بعيدًا عن الأكاديمية البروسية للفنون (وبفضل اتفاقية النشر التي تم الحصول عليها من خلال الإصدار العالمي) ، بدأ ويبرن في كتابة الموسيقى ذات الثقة المتزايدة والاستقلالية والحجم خلال النصف الأخير من عشرينيات القرن الماضي - غرفته الناضجة وأعمال الأوركسترا ، الموسيقى التي ، في البداية أكثر من أعماله التعبيرية السابقة ، ستؤثر لاحقًا بشكل حاسم على جيل من الملحنين. وسط الفاشية الاستروفاشية والنازية والحرب العالمية الثانية ، ظل ويبرن ملتزمًا مع ذلك بسير "الطريق إلى الموسيقى الجديدة" ، كما وصفها في سلسلة من المحاضرات الخاصة التي ألقيت في 1932-1933 (ولكن لم تُنشر حتى عام 1960). واصل كتابة بعض من أكثر موسيقاه نضجًا والتي احتفل بها لاحقًا بينما تم نبذه بشكل متزايد من الحياة الموسيقية الرسمية باعتباره "بولشفيًا ثقافيًا" ، حيث أخذ وظائف الناسخ من ناشره لأنه فقد الطلاب ومسيرته المهنية.

## وصلات خارجية
- انتون فيبرن على موقع IMDb (الإنجليزية)
- انتون فيبرن على موقع الموسوعة البريطانية (الإنجليزية)
- انتون فيبرن على موقع مونزينجر (الألمانية)
- انتون فيبرن على موقع ألو سيني (الفرنسية)
- انتون فيبرن على موقع ميوزك برينز (الإنجليزية)
- انتون فيبرن على موقع أول موفي (الإنجليزية)
- انتون فيبرن على موقع إن إن دي بي (الإنجليزية)
- انتون فيبرن على موقع أول ميوزيك (الإنجليزية)
- انتون فيبرن على موقع ديسكوغز (الإنجليزية)
- انتون فيبرن على موقع كينوبويسك (الروسية)